# Clean (film, 2004)
Pour les articles homonymes, voir Clean.
Pour plus de détails, voir Fiche technique et Distribution.
Clean est un film français réalisé par Olivier Assayas et sorti en 2004.

## Synopsis
Après la mort par overdose de son compagnon Lee, un chanteur de rock à succès dans les années 1990 et en errance, Emily sa compagne et ancienne chanteuse et présentatrice de télévision, se retrouve six mois en prison au Canada pour fourniture de stupéfiant.
Leur fils, Jay, vit depuis quelques années chez les parents de Lee, Albrecht et Rosemary en Colombie-Britannique. Pour le revoir et retrouver la garde de son fils, Emily doit renoncer à la drogue et changer de vie. En accord avec Albrecht et contre l'avis de  sa belle-mère malade et soignée à Londres, Emily tente de reconquérir sa place de mère auprès de son fils qui la rejette. Elle va petit à petit reprendre pied dans la vie normale, se  sevrer difficilement, vivant de petits boulots à Paris. Ses anciennes connaissances, incapables de lui fournir un travail et de l'aider, la fuient.
Emily réussit à obtenir une proposition d'enregistrement de maquette de disque à San Francisco, le week-end où elle obtient enfin la garde de son fils Jay à Paris, après un arrangement secret avec son beau-père. Entre respect de la parole donnée à son beau-père et occasion unique de retrouver un travail qui lui convient, Emily est écartelée sur la décision à prendre.

## Fiche technique
- Titre : Clean
- Réalisation : Olivier Assayas
- Scénario : Olivier Assayas
- Photographie : Éric Gautier
- Montage : Luc Barnier
- Décors : François-Renaud Labarthe
- Costumes : Anaïs Romand
- Musique  : Brian Eno, David Roback et Tricky
- Producteurs : Edouard Weil, Xavier Giannoli, Xavier Marchand, Niv Fichman
- Pays d'origine :  France
- Langues d'origine : anglais, français, cantonais
- Format : couleurs - 1,85:1 - 35 mm - Dolby Digital
- Genre : drame
- Durée : 110 minutes
- Dates de sortie :
  - France : 21 mai 2004 (Festival de Cannes) ; 1er septembre 2004 (sortie nationale)

## Distribution
- Maggie Cheung : Emily
- Nick Nolte : Albrecht
- Béatrice Dalle : Elena
- Jeanne Balibar : Irène Paolini
- Don McKellar : Vernon
- Laetitia Spigarelli : Sandrine
- Martha Henry : Rosemary
- Rémi Martin : Jean-Pierre
- Emily Haines : elle-même
- Tricky : lui-même
- David Roback : lui-même
- Joana Preiss : Aline
- Arnaud Churin : Le recruteur

## Bande originale
1. An Ending de Brian Eno
2. Strawberry Stain par Maggie Cheung[1]
3. Taking Tiger Mountain de Brian Eno
4. Breakaway de Tricky/Liz Densmore
5. Down in the Light par Maggie Cheung
6. Dead Disco de Metric
7. Spider and I de Brian Eno
8. Neon Golden de The Notwist
9. Wait for Me par Maggie Cheung
10. Knives from Bavaria de Britta Phillips
11. She Can't Tell You par Maggie Cheung
12. Dead Disco (live) de Metric

## Distinctions
- Festival de Cannes 2004 (sélection officielle) :
  - Maggie Cheung reçoit le prix d'interprétation féminine ;
  - Éric Gautier obtient le prix Vulcain de l'artiste technicien pour son travail sur le film et sur Carnets de voyage (également en compétition).

## Article annexe
- Psychotrope au cinéma et à la télévision